# Ungulopsis jubatalis
Ungulopsis jubatalis är en fjärilsart som beskrevs av Hans Georg Amsel 1956. Ungulopsis jubatalis ingår i släktet Ungulopsis och familjen mott. Inga underarter finns listade i Catalogue of Life.